# Guerra de la Unión
La Guerra de la Unión (1347-48) es un periodo conflictivo en la corona de Aragón que mantuvo enfrentados, por un lado, las tropas de los fieles al rey Pedro el Ceremonioso y, por otro, la coalición con el nombre de Unión de Aragón y Unión de Valencia, formadas por algunos nobles y el brazo popular de las ciudades y pueblos que se adhirieron al movimiento señorial en aquellos reinos. Cataluña se mantuvo fiel al rey.

## Antecedentes
Desde finales del s.XIII se comenzaron a gestar una serie conflictos en el reino de Aragón que acabarían desembocando en la guerra de la Unión. 
La ausencia de nuevas perspectivas de tierras peninsulares al ser cedida la conquista de Murcia a Castilla por el Tratado de Almizra (1244), a cambio de la exclusividad de la expansión aragonesa por el Mediterráneo, generaron un gran desencanto entre la nobleza aragonesa, que se vio soslayada en sus intereses por la nobleza catalana. Apurado por los conflictos como la cruzada contra la Corona de Aragón o la confiscación del Reino de Mallorca, el rey Pedro III de Aragón no cesaba de demandar más financiación a las Cortes de Aragón. Asimismo, tras la intervención del rey de Aragón en Sicilia en las conocidas como Vísperas sicilianas de 1282 y la excomunión que sufrió el rey, un grupo de nobles aragoneses cuestionaron la acción unilateral de su rey. Éstos pidieron al rey que los convocara a Cortes y en 1283 el rey Pedro y los representantes de la nobleza y las ciudades del Reino de Aragón llegaron a un acuerdo conocido como el Privilegio General de Aragón por el que éste se comprometía a respetar una serie de privilegios y fueros del estamento nobiliar, y a no tomar decisiones en política internacional sin consultarlo en las Cortes de Aragón.
Tras su muerte en 1285 y su sucesión por el joven Alfonso III de Aragón, los nobles aragoneses se agruparon creando la Unión de Aragón durante diciembre de 1286. Los unionistas volvieron a plantear reivindicaciones, en la línea de las que lograron obtener de Pedro III, dirigidas esta vez a su hijo. El rey, debilitado por los acontecimientos, tuvo que ceder, de nuevo y al igual que su padre, en diversas concesiones a la nobleza y garantizar lo que fue llamado privilegios de la Unión. Entre otras cosas, dichos privilegios designaban a la Unión como "guardiana de la ley aragonesa, hacia que el rey debiera jurar no aplicar castigos ni prender a los miembros de la Unión sin sentencia del Justicia de Aragón y consejo de las Cortes, se pedía que la convocatoria de Cortes fuera anual, se reforzaba la figura del Justicia de Aragón, que pasaba a ejercer la justicia en el país por encargo regio., y se autorizaba a los súbditos a destronar al rey si no cumplía lo pactado.
Sin embargo, el gran poder que adquirió la nobleza con tales privilegios no satisfizo a muchos. La autoridad regia debilitada incentivó el caos y el aumento del poder nobiliario y la servidumbre. Dante Alighieri colocó al rey Alfonso en su Purgatorio, por fomentar el caos y el propio rey admitió que con el privilegio "en Aragón había tantos reyes como ricoshombres." El poder de la Unión creció ya que los privilegios impedían al rey actuar contra noble alguno sin autorización del Justicia y de las cortes, y autorizaba la rebelión de incumplirse el privilegio. Para 1288, la Unión nombraba los consejeros regios.
En 1301, el Justicia de Aragón Ximén Pérez de Salanova, principal valedor de la ley foral aragonesa dictaminó contra los privilegios y apruebó legalmente la condena de aquellos nobles que se rebelaran. El sucesor del rey Alfonso III, su hijo Jaime II de Aragón, intentó disminuir el poder de los nobles. Sin embargo, la situación se agudizó en el reinado de Pedro IV de Aragón. 
Asimismo, en 1347, a imagen de la Unión de Aragón, en el reino de Valencia se constituyó la Unión de Valencia. En la Crónica de Pedro el Ceremonioso se explica como el rey, enterado de la formación de ésta, se dirigió a Cataluña para evitar que allí se formara otra. La Unión de Valencia intentó, sin éxito, que el Reino de Mallorca se uniera a sus reivindicaciones, y tenía como principales reclamaciones disponer de una magistratura de justicia, como Aragón, que las cortes valencianas se reunieron cada año para elegir a sus delegados y la asistencia de los valencianos a las cortes aragonesas y la de los aragoneses en las cortes valencianas para defender los intereses de la Unión.
Otro de los motivos que generaron malestar en los reinos de Pedro IV fue la no aceptación por parte de los partidarios de la Unión de Valencia del nombramiento como sucesora del rey de su hija, la infanta Constanza de Aragón, y la destitución del Infante Jaime I de Urgel, hermano del rey y presunto heredero, del cargo de Procurador general de Aragón.

## Desarrollo
La noticia de la muerte del infante Jaime en noviembre de 1347 provocó una revuelta en Valencia con el saqueo de las casas de los nobles y ciudadanos que no se habían adherido a los unionistas, además de varios asesinatos. Este alboroto fue seguido por buena parte de las villas y aldeas del reino de Valencia, excepto por las ciudades de Villarreal, Burriana y Játiva, que se mantuvieron fieles al rey. El rey recompensaría la fidelidad de las dos últimas concediéndoles la bandera real tricoronada (1349) y el título de ciudad (1347) respectivamente. Morvedre y Morella se declaraban inicialmente neutrales, pero la segunda, a pesar de las dudas iniciales y en discordancia con muchas de sus aldeas, se unió a la causa realista.  Orihuela y Alicante, a pesar de formar parte de los señoríos del infante Fernando de Aragón, aliado de los unionistas, quedaron finalmente también fieles en el monarca. En Aragón en febrero de 1348 varias villas realistas Teruel, Daroca, Calatayud y Tarazona organizan una Fraternidad por primera vez para enviar un contingente de sus huestes para hacer frente a los unionistas aragoneses que tenían el apoyo de Huesca, Barbastro, Jaca y Zaragoza.
A las reivindicaciones nobiliarias se sumaron las clase populares, que después de una serie de malas cosechas, protestaban contra el autoritarismo del rey Pedro el Ceremonioso y sus cargas fiscales, que tenían por objeto financiar sus campañas militares exteriores. El sucesor como representante de los unionistas del infante Jaime fue el infante Fernando de Aragón, hermanastro del rey, el cual se encontraba en Castilla. Al fracasar las negociaciones con el rey Pedro, llevó sus tropas castellanas a Valencia encabezadas por él mismo.
El rey fue derrotado en las Batalla de Puebla Larga y la de Bétera en 1347 y se vio obligado a partir hacia el reino de Valencia, donde el 6 de abril del 1348 hubo un célebre alboroto, en el que la población, con ayuda de los unionistas, expulsaron al cortejo del rey y llevaron el rey y la reina a la ciudad de Valencia. Cuando uno de los sirvientes del rey recriminó, en una fiesta en honor del monarca, que se hubiera formado la Unión de Valencia en contra de s, el pueblo airado su señor, entró en el palacio para actuar contra los consejeros reales y, incluso, el rey tuvo que salir de su cuarto y enfrentarse al alboroto. Los rebeldes llegaron a expulsar al Gobernador General de Valencia Pedro I de Jérica de la ciudad.
Prisionero de hecho de los unionistas, el rey tuvo que ceder a las principales reivindicaciones de la Unión de Valencia, reconociéndola concederle un Justicia como el de Aragón y nombró Procurador General y sucesor el jefe de los unionistas al infante Fernando. Al declararse epidemia de peste negra el rey consiguió marchar y organizar sus tropas en Teruel. En el transcurso se estos hechos, la reina Leonor de Portugal, esposa del rey, falleció  el 30 de octubre de 1348 camino a Jérica, después de haber contraído la peste negra cuando se encontraba en Teruel.
Así, el rey finalmente se enfrentó abiertamente a la Unión aragonesa el 21 de julio del año 1348 en la Batalla de Épila, venciéndola y acabando con su poder y sus privilegios. Le siguió el 9 de diciembre de 1348 la batalla de Mislata, en la que las fuerzas reales vencieron a la Unión de Valencia. 
El rey entró en Valencia el 10 de diciembre, castigando con dureza a los rebeldes valencianos.

## Consecuencias
La victoria frente a la Unión de Aragón de las tropas realistas en la batalla de Épila fue completa y definitiva. En la propia batalla murieron los principales valedores de la Unión como Juan Ximénez de Urrea, señor de Biota, Gombaldo de Tramacet o Jimén Pérez de Pina, gobernador del castillo de Berdejo. Presos quedaron los principales capitanes como Juan Ximénez de Urrea, hijo del anterior, que había dirigido el ejército de la Unión en las acciones del reino de Valencia y que murió ejecutado pocos días después por orden del rey, y Pedro Fernández, señor de Híjar. El hermanastro del rey y líder de la Unión, infante Fernando, que había caído preso en manos de soldados castellanos al mando de Álvar García de Albornoz, fue enviado por éstos a Castilla ante el temor de que el rey Pedro mandara matarlo también; sin embargo años después, en 1363, finalmente acabaría asesinado por orden de su hermano el rey.
El rey Pedro IV mando convocar Cortes en Zaragoza y el 4 de octubre el rey abolió los privilegios de la Unión otorgados por el Alfonso III a la nobleza aragonesa; de forma simbólica, el rey rasgó y quemó los privilegios en el refectorio del convento que los dominicos tenían en Zaragoza. Sin embargo, al mismo tiempo el rey amplió los poderes del Justicia de Aragón para mediar en los conflictos entre los aragoneses y el monarca, de manera que, en realidad, buena parte de los derechos que los nobles se habían atribuido en la Unión, quedaban salvaguardados en la figura del Justicia y ampliados a todos los aragoneses. Asimismo, en dichas Cortes también concedió el título de Conde de Luna a Lope de Luna, el primer noble en Aragón en obtener este título sin pertenecer a la casa real.
El rey castigó con más dureza a los partidarios de la Unión de Valencia que los de la Unión de Aragón, haciendo ejecutar en Valencia a los sublevados tras la batalla de Mislata y haciendo a la ciudad pagar fuertes tributos. El rey explica en su crónica las razones por las que trató, con más benevolencia que pensaba, la ciudad, que pretendía quemar y llenarla de sal por su rebeldía, tal como se cita en el texto:

És ver que nós, per la gran rebel·lió que ens havien feta los de la ciutat, érem d'enteniment que la ciutat fos cremada e destruïda e arada de sal, per tal manera que jamés persona no hi habitàs.
Es verdad que nos, por la gran rebelión que nos habían hecho los de la ciudad, éramos de entendimiento que la ciudad fuera quemada y destruida y arado de sal, para lo que jamás persona no habitare allí.

Al final, sin embargo, además de algunas ejecuciones y de perdonar algunos nobles, el rey confirmó, modificó y revocó, a su albedrío, los privilegios de la ciudad.